# Язиково (Дмитровський міський округ)
Язико́во (рос. Языково) — присілок у складі Дмитровського міського округу Московської області, Росія.

## Населення
Населення — 11 осіб (2010; 10 у 2002).
Національний склад (станом на 2002 рік):
- росіяни — 90 %